# Kamelot
Kamelot es una banda estadounidense de power metal y metal progresivo con fusiones de metal sinfónico. Una de las bandas estadounidenses de la generación de 1990. Sus giras se han extendido a lo largo de los cinco continentes en los últimos años. 
El vocalista noruego Roy Khan se unió para el álbum Siége Perilous, y compartió la autoría de las composiciones con Youngblood hasta su marcha en abril de 2011. El 22 de junio de 2012, Youngblood anunció en su página web que su nuevo vocalista sería el sueco cantante Tommy Karevik, quien aparece en el último álbum de Kamelot Silverthorn como vocalista principal y compositor.
Actualmente, Kamelot, cuenta con trece álbumes de estudio, dos reediciones, dos álbumes en vivo, un DVD en vivo y un repertorio de siete sencillos que cuentan con sus respectivos vídeos musicales.
El gran salto de la banda se produjo en 2005 cuando es lanzado el álbum The Black Halo, su segundo álbum conceptual y continuación de su predecesor Epica (album) inspirado por la obra Fausto de Goethe; siendo el primer álbum en el cual los sencillos tienen sus propios vídeos. Otro hito importante es el lanzamiento de Ghost Opera, que llegó a alcanzar el puesto número 18 en Top Heatseekers en Billboard 200 y número 48 en la categoría álbumes independientes.

## Historia
Kamelot surge como grupo en Tampa, Florida, en 1991, formado por el guitarrista Thomas Youngblood y el baterista Richard Warner. Tras grabar varias maquetas, eligieron para completar la formación al bajista Sean Tibbets y al cantante Mark Vanderbilt. De esta primera formación, el bajista Sean Tibbets es sustituido por Glen Barry. También se añade al grupo un tecladista, David Pavlicko.
En 1994 firman un contrato con Noise Records, y es al año siguiente cuando se edita Eternity. El debut es elogiado por la prensa como uno de los más prometedores del año, y en él, la influencia de Queensrÿche es más que notable. Un año después aparece Dominion, en el que se aprecian nuevos elementos.

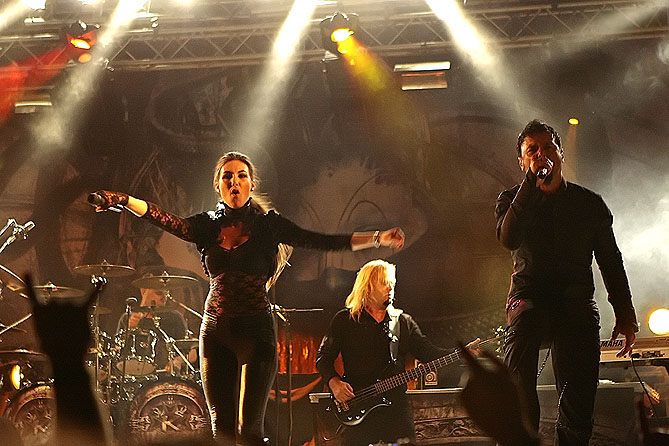
Kamelot en el Festival Vagos Open Air 2010 (Aveiro-Portugal)

Tras la marcha de Mark Vanderbilt y Richard Warner, entran a formar parte de la banda el exvocalista de Conception, Roy Khan, y un joven Casey Grillo a la batería. Con esta nueva formación se graba Siége Perilous, editado en 1998. A este disco le siguió una intensa gira por Europa.
Un año después, Kamelot, sin David Pavlicko, graba en los estudios Gate, y bajo la producción de Sascha Paeth, The Fourth Legacy. El nuevo estilo, que no abandonarán en ninguno de sus nuevos discos, y las aportaciones de Khan tanto en las composiciones como a la hora de cantar hacen de este disco un punto de inflexión en su carrera. Si bien hasta el momento las influencias de la música progresiva eran más que evidentes, con este disco el grupo gira hacia una vertiente mucho más orientada hacia el power metal.
En el verano de 2000 aparece el primer álbum en directo de Kamelot, The Expedition. Fue grabado durante el New Allegiance Tour, gira que recorrió Alemania, Austria, Suiza, Holanda, Bélgica, Italia, Grecia y España. Aparte de las canciones en directo que conforman el disco, se añadieron tres rarezas. En 2001, y también bajo la batuta de Sascha Paeth y Miro, se graba Karma, donde se muestra que la apuesta por el power metal es sólida, y canciones como «Forever» o la canción que da título al álbum, «Karma», se convierten en imprescindibles en sus conciertos. Una nueva gira mundial sirve para presentar el álbum.
Tras el éxito de Karma, en 2003 aparece Epica, un disco conceptual inspirado en el Fausto de Goethe. Epica también supone un nuevo éxito para el grupo, que recorre Europa, Japón, México y Estados Unidos para presentarlo. Tras este disco, el contrato con Noise Records expira, y Kamelot ficha por la discográfica alemana SPV. En verano de 2004 se graba The Black Halo, la segunda parte de Epica, y una nueva gira lleva a Kamelot alrededor del mundo. Durante esta gira se establece como nuevo miembro de la banda, Oliver Palotai, como teclista y guitarrista de apoyo. De este disco se graban los dos primeros videoclips de la banda, March of Mephisto y The Haunting. The Black Halo cuenta con las intervenciones de Shagrath, el vocalista de Dimmu Borgir, Jens Johansson, de Stratovarius, y Simone Simons, de Epica. La temática del disco, si bien sigue la línea del Fausto de Goethe, aporta ideas de los compositores, Roy Khan y Youngblood, acerca de religión y política, cruzando la historia de Fausto con el tiempo actual.
Enmarcado en The Black Halo World Tour, en 2006 aparece One Cold Winter's Night, álbum en directo de un concierto que dieron en el Rockefeller Music Hall de Oslo, Noruega, país del que procede Roy Khan. En él se muestra la gran puesta en escena de la banda tanto musicalmente como a nivel de imagen.
Un nuevo disco del grupo aparece en 2007, Ghost Opera, que muestra un Kamelot más oscuro. Las nuevas canciones se alejan de la velocidad que les hicieron famosos y se da paso a estructuras más complejas, donde la música progresiva tiene de nuevo gran importancia. Las composiciones van desde el power metal a la metal gótico, pasando por el rock industrial. Para este disco fueron grabados tres videoclips, Ghost Opera, The Human Stain y Rule the World; este último, en palabras de Youngblood: «Uno de los mejores —si no el mejor— videoclip de Kamelot». En la nueva gira, Ghost Opera Tour, el puesto de bajista lo ocupó Sean Tibbets, anterior miembro de la banda, el cual continúa apareciendo en las actuaciones en directo.
En 2008 se presentó la reedición de Ghost Opera. Además de varias rarezas, incluye tomas en directo de canciones de este álbum y de The Black Halo, grabadas durante la actuación que realizaron el 2 de abril de 2007 en Belgrado. Como añadido, muestra el vídeo de la canción Memento Mori, de ese mismo concierto.
A lo largo de 2009 se publicó el video de Love You To Death, también perteneciente a Ghost Opera.
En enero se dio a conocer la salida del bajista Glenn Barry, quien se va del grupo por querer estar con su familia, siendo remplazado definitivamente por Sean Tibbets, el primer bajista de Kamelot. Sean ha estado de gira con la banda de forma intermitente desde el 2006 , pero esta vez participará, junto el grupo, en los conciertos que se llevarán a cabo en el nombrado “World Pandemonium Tour” , que abarcará una serie de conciertos alrededor de Europa, Norteamérica y Latinoamérica. Comenzando la gira por Latinoamérica en Santiago de Chile el 7 de abril y acabándola el 14 del mismo mes.
En septiembre de 2010 lanzaron su último álbum, que lleva por nombre, "Poetry for the Poisoned".
Para mediados del mes de octubre del 2010, se informa que Roy Khan sufre un quebranto de salud muy serio, sufriendo una depresión severa y ataques de pánico, por lo que se apartaría temporalente de la banda. Finalmente, tras filtrarse algunas declaraciones del organizador del ProgPower Metal USA, Glenn Harveston, la verdad de esta "depresión" comenzó a salir a la luz. Ya no se trataba de un padecimiento médico, como se indicó inicialmente, sino que todo se trataría de que Roy Khan se habría sumergido en una religión (no se específica cuál), y que incluso estaría tomando clases de esta, según lo confirmó Thomas Youngblood en marzo de 2011. Youngblood fue más allá incluso, indicando que esperará a Roy Khan solo hasta la producción de su próximo disco, el que ya adelantó, se trataría de un trabajo conceptual.
En la tour mundial denominadio "Pandemonium Tour", el carismático Roy Khan fue sustituido por Fabio Lione de la banda italiana Rhapsody of Fire, acompañado por las vocalistas Simone Simons de Epica (presente solo en gira latinoamericana y Norteamericana) y Elize Ryd de la recién formada banda sueca, Amaranthe.
El 21 de abril de 2011, a través de su página personal de "MySpace", Roy Khan da a conocer a los fanes que abandona definitivamente la banda. Un día más tarde, en la página oficial de Kamelot, la noticia es comentada por los restantes integrantes de la banda, indicando que ya comienzan a barajar nombres de cantantes para ocupar el puesto dejado por Khan.
La banda, anuncio en su página oficial el 22 de junio de 2012 a su nuevo vocalista Tommy Karevik, quien fue escogido entre más de 800 aspirantes. Tommy apareció como cantante invitado en el "World Tour Pandemónium". En julio la banda anunció el nombre de su nuevo álbum, se llamará Silverthorn que se lanzó el 25 de septiembre del 2012.
El 4 de mayo de 2015 salió a la venta su último disco, titulado Haven.
El 5 de febrero, a través de redes sociales, la banda informa la desvinculación del baterista Casey Grillo y el ingreso de Johan "Jo" Nunez, realizando fotografías con ambos bateristas, mostrando el cambio en buenos términos. Casey argumenta su salida de la banda en favor de proyectos personales que requieren más su atención.
Posteriormente, el 29 de marzo de 2018, la banda pública su nuevo videoclip, perteneciente a su más reciente trabajo en estudio "The Shadow Theory". El video corresponde al tema "Phantom Divine" y fue el debut de Johan Nunez, en un videoclip, con la banda.

## Miembros

### Actuales
- Thomas Youngblood  - Guitarrista (1991-presente)
- Sean Tibbets  - Bajista (1991-1992; 2008-presente)
- Oliver Palotai  - Teclados (2005-presente)
- Tommy Karevik  - Voz (2012-presente)
- Alex Landenburg  - Batería (2018 - presente)

### Miembros Antiguos
- Mark Vanderbilt  - Vocalista (1991 - 1997)
- Richard Warner  - Batería (1991 - 1997)
- David Pavlicko  - Teclista (1991 - 1998)
- Glenn Barry  - Bajista (1992 - 2008)
- Roy Khan  - Vocalista (1998 - 2011)
- Casey Grillo  - Batería (1998 - 2018)
- Johan "Jo" Nunez  - Batería (2018)

### Miembros Invitados
- Fabio Lione  - Vocalista invitado en Poetry for the Poisoned Tour (2011-2012)

La banda ha tenido coristas femeninas invitadas a lo largo de los años, las cuales incluyen a:
- Elisabeth Kjærnes  - Corista y voz femenina (?-2006)
- Mari Youngblood  - Corista y voz femenina (2005-2007)
- Simone Simons  - Corista y voz femenina (2006-presente)
- Anne-Catrin Märzke  - Corista y voz femenina (2007-2009)
- Amanda Somerville  - Corista y voz femenina (2009)
- Elize Ryd  - Corista y voz femenina (2010-presente)
- Charlotte Wessels  - Corista y voz femenina (2010; 2018-presente)
- Alissa White-Gluz  - Corista y voz femenina (2012-presente)
- Linnea Vikström  - Corista y voz femenina (2012; 2015)
- Floor Jansen  - Corista y voz femenina (2013)
- Marcela Bovio  - Corista y voz femenina (2013-2014)
- Kobra Paige  - Corista y voz femenina (2015-presente)
- Aeva Maurelle  - Corista y voz femenina (2016-presente)
- Hel Pyre  - Corista y voz femenina (2017)
- Lauren Hart  - Corista y voz femenina (2018-presente)
- Jennifer Haben  - Corista y voz femenina (2018)
- Clémentine Delauney  - Corista y voz femenina (2019)
- Noora Louhimo  - Corista y voz femenina (2019)
- Melissa Bonny  - Corista y voz femenina (2023)

## Videografía
- The Haunting (2005)
- March of Mephisto (2005)
- Ghost Opera (2007)
- The Human Stain (2007)
- Rule the World (2008)
- Love you to Death (2009)
- The Pendulous Fall (2009)
- The Great Pendemonium (2010)
- Necropolis (2010)
- Hunter´s Season (Official Live) (2010)
- Sacrimony (Angel of Afterlife) (2012)
- My Confession (2013)
- Falling Like the Fahrenheit (2013)
- Falling Like the Fahrenheit (Official live) (2014)
- Insomnia (2015)
- Veil of Elysium (2015)
- Liar Liar (2015)
- Phantom Divine (Shadow Empire). (2018)
- Amnesiac (2018)
- Mindfall Remedy (ft. Lauren Hart) (2018)
- One More Flag in the Ground (2023)

## Discografía

### Discos de estudio
- Eternity (1995)
- Dominion (1997)
- Siége Perilous (1998)
- The Fourth Legacy (1999)
- Karma (2001)
- Epica (2003)
- The Black Halo (2005)
- Ghost Opera (2007)
- Poetry for the Poisoned (2010)
- Silverthorn (2012)
- Haven (2015)
- The Shadow Theory (2018)
- The Awakening (2023)

### Recopilatorios
- Myths & Legends of Kamelot (2007)
- Where I Reign The Very Best Of The Noise Years 1995-2003 (2016)

### Reediciónes
- Ghost Opera - The Second Coming (2008)
- Poetry For The Poisoned & Live From Wacken (2011)

### Álbumes en vivo
- The Expedition (2000)
- One Cold Winter's Night (2006)
- I am the empire (2020)